# Monika Fagerholm
Monika Fagerholm (Helsinki, 1961. február 26. –) svéd nyelven publikáló finn írónő.

## Pályája, művei
Szülei Nils-Erik Fagerholm egyetemi tanár és Kristina Herrgård könyvtári asszisztens. 
Monika Fagerholm pszichológiát és irodalmat tanult a Helsinki Egyetemen, 1987-ben diplomázott. Ugyanabban az évben debütált az irodalomban Sham című kötetével, de az igazi áttörést az 1994-ben megjelent Underbara kvinnor vid vatten ('csodás nők a tengernél') című regénye hozta meg, mely 1995-ben elnyerte a Runeberg-díjat. A könyv alapján készült filmet 1998-ban mutatták be. Regényeit számos nyelvre lefordították. 
Magyarul eddig (2021) csak egyetlen, – de legtöbb elismerést kapott – regénye, Az amerikai lány jelent meg (2010).

## Könyvei
- Sham (elbeszélések), 1987
- Patricia (elbeszélések), 1990
- Underbara kvinnor vid vatten (regény), 1994 – Runeberg-díj, 1995; a Svéd Irodalmi Társaság díja, 1995
- Diva (regény), 1998 – a Svéd Irodalmi Társaság díja, 1995
- Den amerikanska flickan (regény), 2005 – August-díj, 2005; a Svéd Irodalmi Társaság díja, 2005; a Svéd Könyvtári Szövetség díja
  - Magyarul: Az amerikai lány, ford. Harrach Ágnes. Európa, Budapest, 2010
- Glitterscenen (regény), 2009
- Lola uppochner, 2012
- Vem dödade bambi? (regény), 2019 – Az Északi Tanács Irodalmi Díja, 2020; Tollander-díj, 2020

### Magyarul
Az amerikai lány; ford. Harrach Ágnes; Európa, Budapest, 2010